# Sibila Délfica

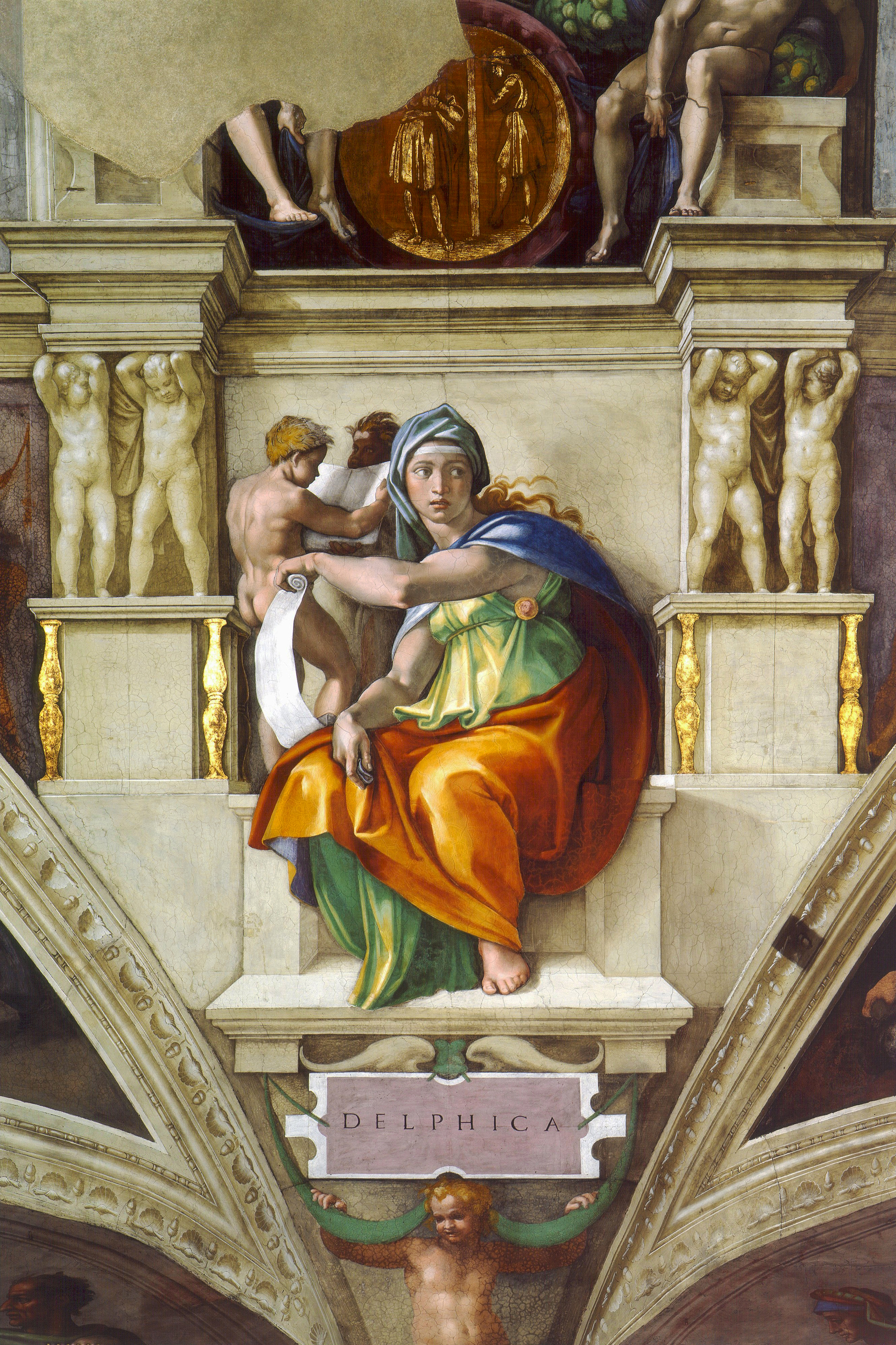
De sibille geplaatst tussen de pijlers.

Sibila Délfica (Delfische sibille) is een fresco van de Italiaanse kunstenaar Michelangelo in de Sixtijnse Kapel te Rome, gemaakt in 1509, ongeveer 350 × 380 centimeter groot. Het toont een opkijkende sibille, een figuur uit de Griekse mythologie die de toekomst kan voorspellen. Binnen de kerkelijke iconografie wordt een sibille vaak geassocieerd met de aankondiging van de wederkomst van Christus.

## Sixtijnse Kapel
De Sixtijnse Kapel is bekend als de locatie van pauselijke conclaven, maar is in de eerste plaats de fysieke locatie van de pauselijke hofkapel. Daar vonden de belangrijkste liturgische vieringen plaats ten behoeve van het pauselijk hof, dat ten tijde van paus Sixtus IV in de late 15de eeuw ongeveer 200 mensen omvatte, onder wie geestelijken en onderscheiden leken. De huidige kapel werd ontworpen door Baccio Pontelli voor paus Sixtus IV, naar wie hij is genoemd, en werd tussen 1473 en 1481 gebouwd onder toezicht van Giovannino Dolci. De afmetingen van de huidige kapel sluiten nauw aan bij die van het origineel. Na de voltooiing ervan werd de kapel versierd met fresco's van een aantal van de beroemdste kunstenaars van de hoog-renaissance, waaronder Botticelli, Ghirlandaio, Perugino en Michelangelo.
Michelangelo werd in 1508 door Paus Julius II gevraagd om het plafond van de Sixtijnse Kapel de schilderen. Deze kolossale taak voltooide hij in 1512. Toen hem later ook werd verzocht de altaarwand van de Sixtijnse Kapel te beschilderen, leverde hij een tweede meesterwerk af met Het laatste oordeel (1536-1541). Minder bekend bij het grote publiek is dat hij in de driehoekige ruimten tussen de gewelven ook een serie van profeten en sibillen aanbracht, zijnde figuren die de toekomst kunnen voorspellen (lees: de komst van Christus aankondigen). Deze cyclus laat een duidelijke evolutie in zijn werk zien die leidde van reliëfwerken tot volledig vrijstaande figuren, door de jaren heen ook toenemend in schaal. De Delfische sybille geldt artistiek gezien voor velen als misschien wel de meest geslaagde ervan.

## Afbeelding
Een sibille is godin uit de Griekse mythologie die in extase, spontaan en ongevraagd de toekomst kan voorspellen in Griekse hexameters. In de Christelijke iconografie vervult ze vaak de rol van aankondigster van de wederkomst van Jezus Christus. Het gezicht van Michelangelo's Delfische sibille drukt verrassing uit, bijna alsof ze nu ook zelf ziet dat de komst van Jezus Christus haar eigen profetie bevestigt.
De Delfische sibille zit, net als de andere heiligen en sibillen in de Sixtijnse Kapel, op een troon van marmer, tussen twee pijlers met putti als dragers en kolommen van goud. Haar Latijnse naam staat weergegeven onder het schilderwerk: DELPHICA, verwijzend naar het Orakel van Delphi. Ze heeft een lichtgroene tuniek aan, met een oranje plaid vanuit haar rug om haar benen gewikkeld, over haar hoofd draagt ze een lichtblauwe doek. Door het relatief koele kleurenpalet lijkt de sibille op een geschilderd marmeren beeld. Het is exemplarisch voor de dominantie van het sculpturaal denken als in de schilderijen en fresco’s van Michelangelo, die het werk baseerde op diverse voorstudies betreffende de anatomische vormgeving.
Hoewel de Delfische sibille stamt uit de eerste fase van de decoratie van de Sixtijnse Kapel, waarschijnlijk uit 1509, vertoont het duidelijk al tendensen naar een toenemende vrijheid ten opzichte van de geschilderde architectuur. De sibille draait naar rechts, om haar eigen lichaamsas, terwijl haar linkerarm, die de perkamentrol vasthoudt, naar links reikt. Dit motief, dat overgenomen lijkt van diens eerdere Doni Tondo, wordt gebruikt om een krachtiger doorkruising van de werkelijkheid te bewerkstelligen. Dit effect wordt nog versterkt door de twee engelen met de perkamentrol op de achtergrond: deze staan niet meer naast elkaar maar onder een schuine hoek, waardoor het oog van de kijker in het schilderwerk wordt getrokken en de sibille losmaakt uit haar architecturale context.
De Delfische sibille valt op door haar bijzondere eenvoud, zeker binnen de druk ogende beschilderingen in de Sixtijnse Kapel. Ze vertoont duidelijk gelijkenis met Michelangelo's eerdere madonna's. De gerichtheid op een afzonderlijke vrijstaande figuur brengt duidelijk rust in zijn werk en geeft een gevoel van sereniteit, toch duidelijk anders dan hoe een sibille in de klassieke oudheid werd voorgesteld.

## Details

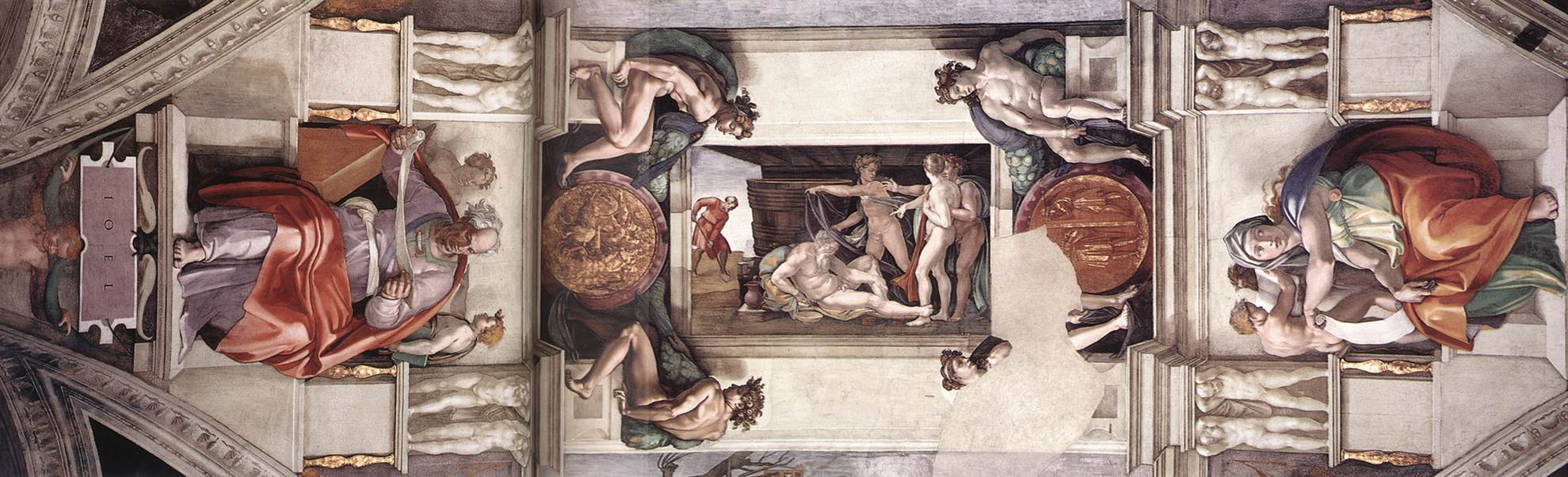
Breedteoverzicht van de Sixtijnse Kapel, met op het plafond de dronken Noach en links de profeet Joël

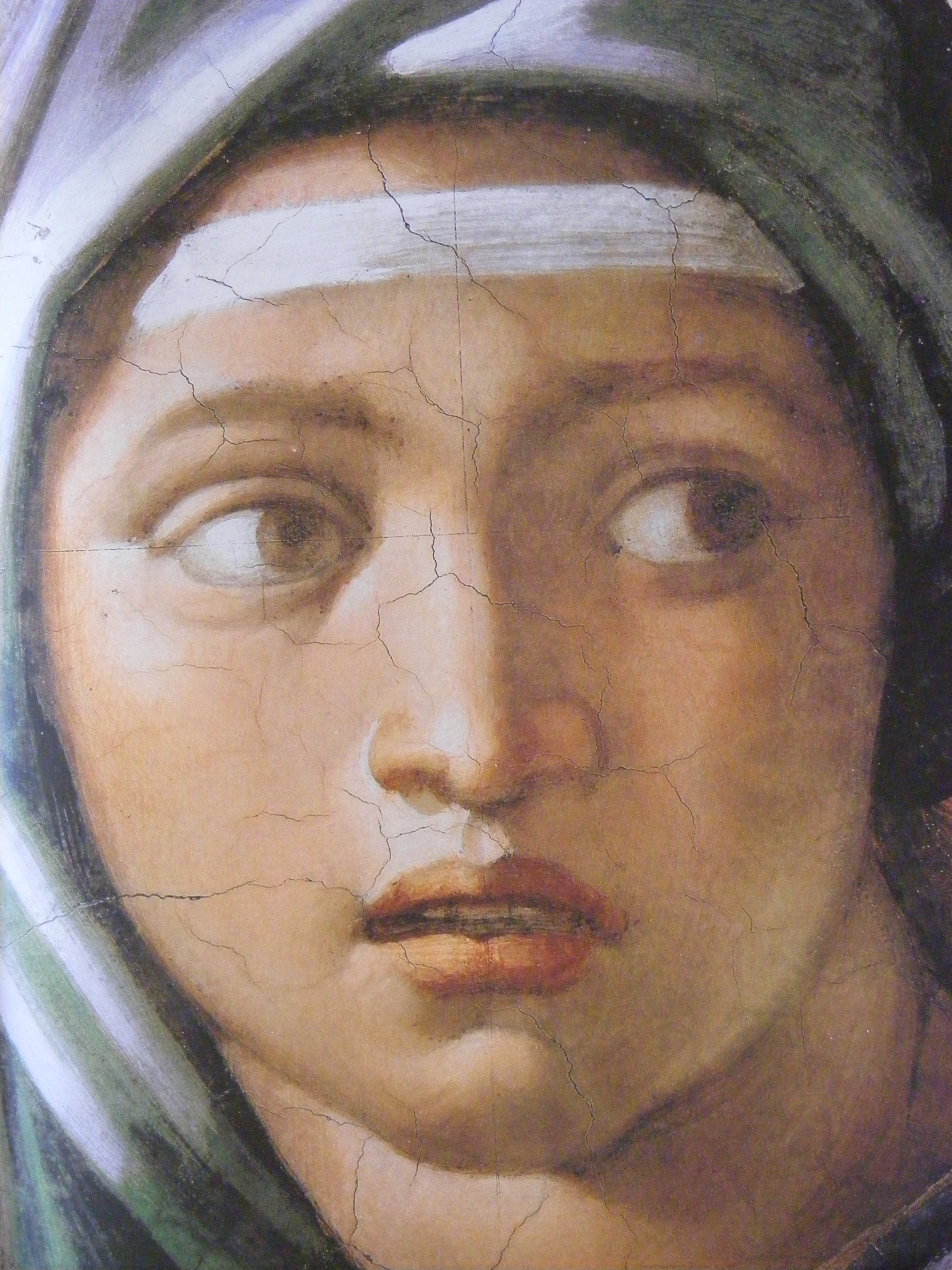
Detail van het gezicht, waar op ooghoogte nog steeds de geëtste sporen van de orthogonale trekken van het ovale hoofd te zien zijn.
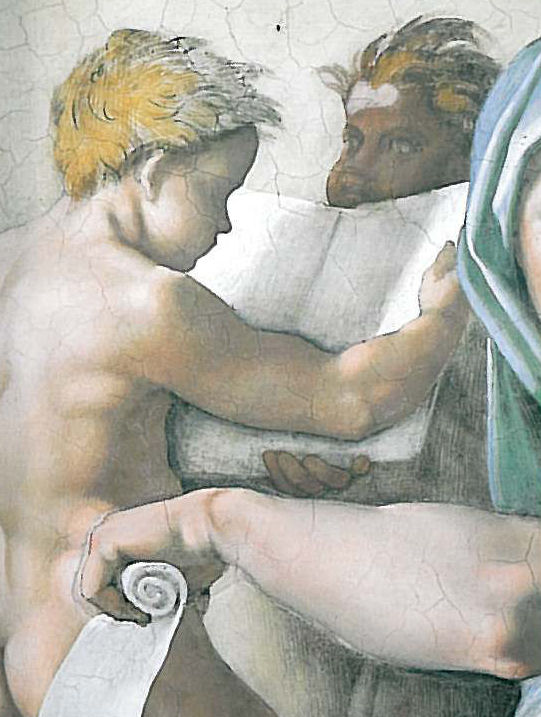
Detail: twee putti, als assistenten van de sibille, één die van een perkamentrol leest, denkelijk een profetie voor de sibille, en een ander die het vasthoudt.
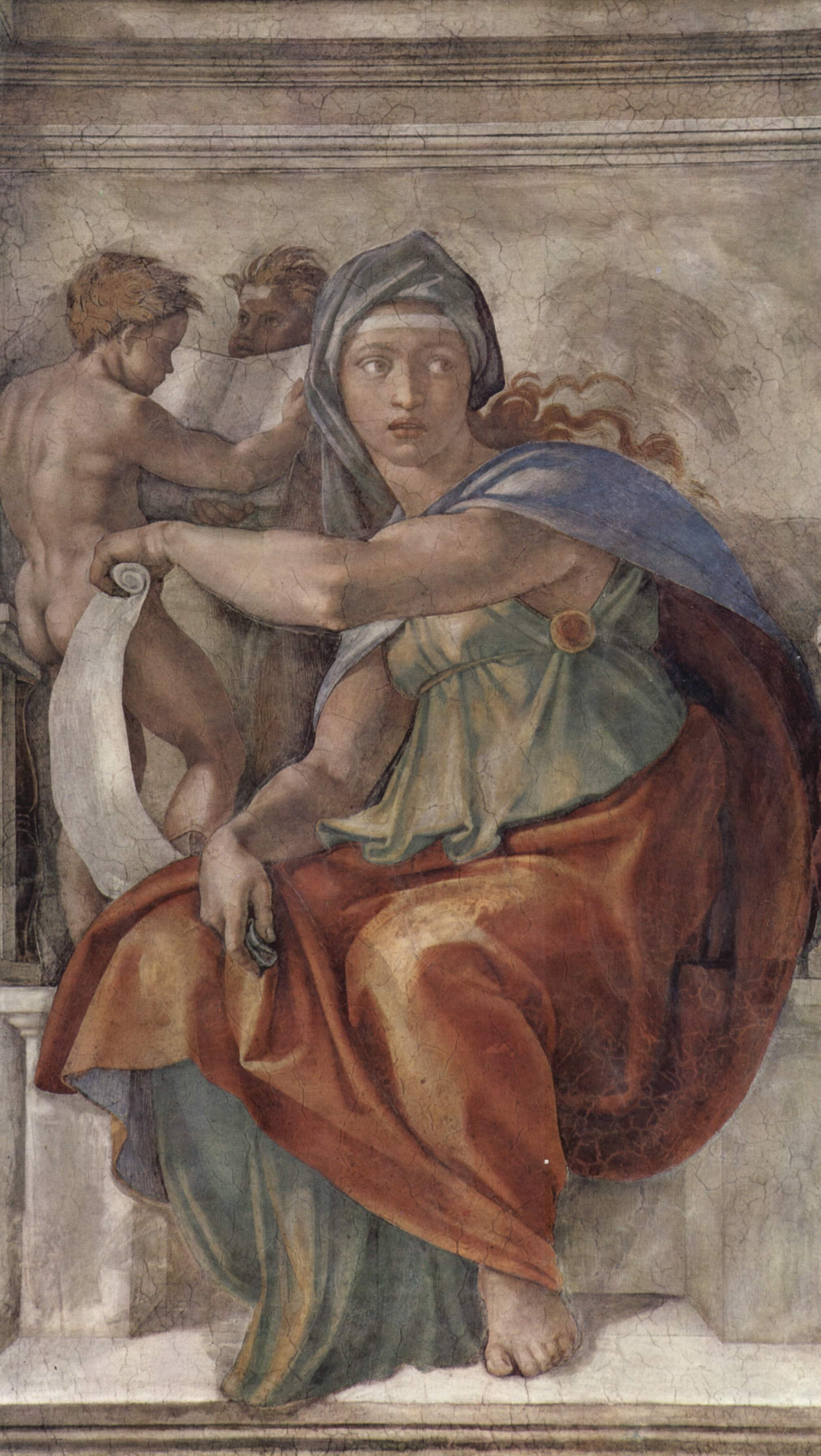
Vóór de restauratie in 1999, de laatste fase uit de restauratie van de Sixtijnse Kapel, na het plafond in 1994 en Het laatste oordeel in 1997.